# Aplasta monotonia
Aplasta monotonia là một loài bướm đêm trong họ Geometridae.